# Johann Heingarter
Johann Heingarter (* vor 1396; † vor 30. September 1449) war Landeshauptmann von Wallis.

## Werdegang
Die Familie von Johann Heingarter, die sich auch Am Hengart nannte, stammte von Selkingen. Erstmals wurde er 1396 bei der Belehnung des Meiertums von Mörel als Zeuge erwähnt. 1421 war er Ammann der Grafschaft und vertrat ab diesem Zeitpunkt den Zenden Goms mehrfach auf dem Landrat. Als Landeshauptmann hielt er 1422 einen Landrat in Brig ab, der eine Gesandtschaft an den Herzog von Mailand schickte. Am Ende seiner zweiten Amtszeit starb Bischof Andreas dei Benzi. Seine Stellung erlaubte es ihm, 1428, 1431, 1434, 1435, 1443 und 1445 das Amt des Meiers von Münster zu übernehmen.